# Heinrich Trenk

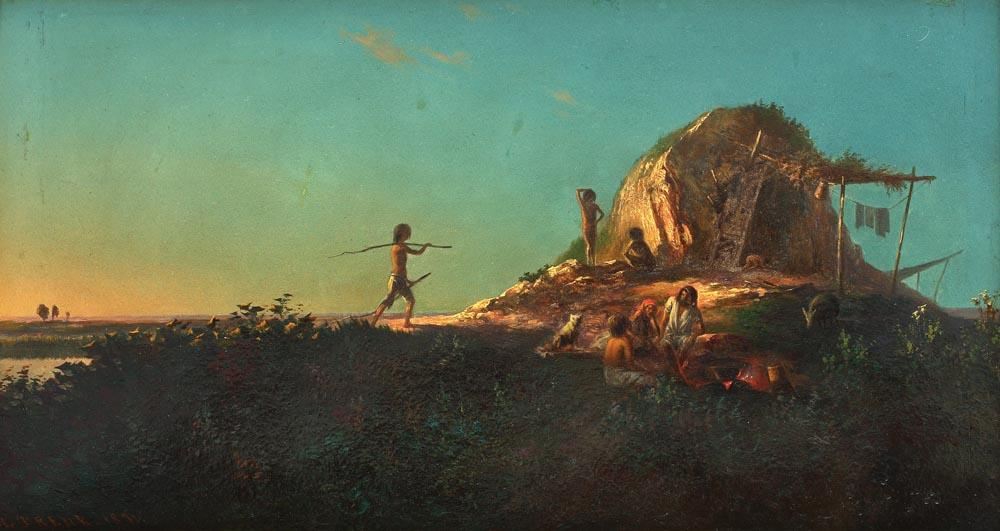
Nomazi (Nomaden), 1871

Heinrich Trenk, auch Henri oder Henric Trenk (* 1818 in Zug, Kanton Zug, Schweiz; † 5. Juli 1892 in Bukarest, Königreich Rumänien), war ein schweizerisch-rumänischer Landschafts-, Veduten-, Genre-, Porträt- und Tiermaler sowie Illustrator und Karikaturist der Düsseldorfer Schule. Außerdem war er Fotograf.

## Leben

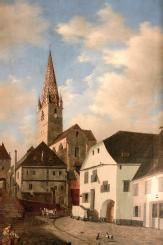
Ansicht mit der Stadtpfarrkirche von Hermannstadt

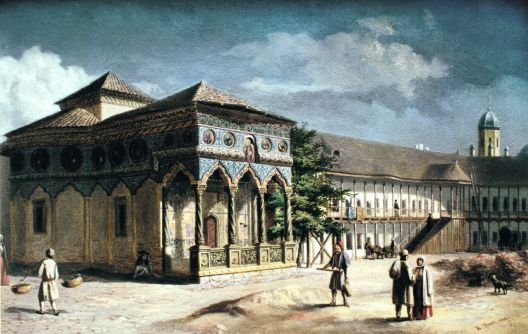
Ansicht des Klosters Stavropoleos in Bukarest

Trenk, Sohn einer deutschstämmigen Familie in Zug, studierte vor 1845 Malerei an der Kunstakademie Düsseldorf. Um 1846 reiste er nach Hermannstadt in Siebenbürgen, damals ein Teil des Königreichs Ungarn im Kaisertum Österreich. 1851 zog er nach Bukarest, Hauptstadt des Fürstentums Walachei, und blieb dort, als das Land 1861 Teil des Fürstentums Rumänien und später Teil des Königreichs Rumänien wurde. In seinem späteren Leben wurde er rumänischer Staatsbürger.
Außer Porträts malte Trenk romantische Landschaften, Stadtansichten, historische Gebäude und Genreszenen in Rumänien. Einige Bilder schickte er auf Ausstellungen nach Frankreich. Ferner zeichnete er Karikaturen. Eine Zeit lang unterrichtete er als Zeichenlehrer am Bukarester Gymnasium. Zu seinen Schülern zählte der spätere Maler Ion Andreescu. Er beschäftigte sich auch mit der Erfindung von nicht-glänzenden Malfarben. Der rumänische Schriftsteller Alexandru Odobescu (1834–1895) engagierte ihn als Illustrator eines Magazins, das von der Rumänischen Denkmal-Kommission herausgegeben wurde. Diese Zeitschrift berichtete über Denkmäler, historische Orte und Folklore in Rumänien. Zusammen mit Odobescu betrieb Trenk die zeichnerische Erfassung und Inventarisierung rumänischer Kulturgüter. 105 seiner Gemälde und Zeichnungen bilden den Grundstock der Galerie Alter Rumänischer Kunst im Kunstmuseum Bukarest. Abzüge von 13 Dokumentarfotografien, die Trenk 1869 vom Schatz von Pietroasa schuf, befinden sich in den Beständen der Ungarischen Akademie der Wissenschaften in Budapest.